# Deutscher Volksverband
O Deutscher Volksverband (DVV) ou União do Povo Alemão na Polónia, foi um partido de extrema-direita da Alemanha Nazi, criado em 1924, na região central da Polónia por membros das minorias étnicas alemãs que não queriam juntar-se ao bloco minoritário do parlamento polaco Sejm. O DVV era liderado por August Utta e financiado pelo Ministério das Finanças do Reich. O Deutscher Volksverband tinha a sua acção principal em Łódź e Tomaszów
O Ministério do Exterior alemão apoiava fortemente o Partido DVV com o seu próprio consulado na Polónia por diversas razões, sendo uma delas a presença explícita da organização pró-polaca Deutscher Kultur– und Wirtschaftsbund (DKWB) em Łódź, a qual era crítica do revisionismo da República de Weimar. Os membros do DVV chamavam aos "Lodzer Mensch" do DKWB fantoches do governo polaco que colaboravam com os judeus e cometiam alta traição contra oReich Alemão. Em 1935, August Utta foi substituído por Ludwig Wolff, um nazi confesso.